# Une nuit sans étoiles
 Une nuit sans étoiles (titre original : A Night Without Stars) est le second tome de la série Les Naufragés du Commonwealth de Peter F. Hamilton. Ce roman fait la suite du roman L'Abîme au-delà des rêves . 

## Résumé
Lors des événements de la Grande Transition , provoqués par le clône de Nigel Sheldon, le Vide a expulsé la planète Bienvenido dans l'espace intergalactique. La menace des Fallers est toujours aussi présente. Le RSP, régiment de la Sécurité Populaire, est une police politique qui est destinée à la recherche et l'extermination des nids de Fallers, mais elle outrepasse souvent ses droits pour persécuter les élitistes, humains qui ont hérité des restes de la technologie génétique avancée des humains du Commonwealth dont ils sont les descendants. 

## Entités extraterrestres
- Le Vide, est un gigantesque espace occupant le centre de la Galaxie, les lois de la physique y sont différentes.
- La Forêt est une mystérieuse distorsion quantique dans le vide qui envoie des œufs sur Bienvenido, après la Grande Transition, la Forêt s'est transformée en l'Anneau et continue à envoyer des œufs de Fallers sur Bienvenido.
- Les Fallers, prédateurs issus des œufs envoyés par la Forêt, sévissent sur Bienvenido.
- Les Primiens, sont des extraterrestres vivant sous l'autorité d'un Immobile dont le but est son expansion et la destruction de tout autre forme de vie que la leur. Ils ont aussi été expulsés du Vide et se retrouvent sur la planète Ursell.
- Les Vatnis, habitant le monde aquatique de Aqueous. Ils sont alliés aux humains.

## Principaux personnages

### Personnages du Commonwealth
- Nigel Sheldon, Inventeur de la technologie des Trous de Vers, patriarche de la dynastie Sheldon a émigré sur la galaxie Andromède, à l'écart du Commonwealth, où il entreprit la terraformation de la planète Zoreia.
- Paula Myo, Inspectrice principale du Conseil Intersolaire des crimes graves se rend sur Zoreia, pour obtenir de Nigel Sheldon l'explication de ce qui s'est déroulé sur Bienvenido il y a 200 ans et provoqué la fin du Vide.

### Personnages de Bienvenido, 30 ans après la Grande Transition
- Laura Brandt, âgée de 300 ans, est originaire du Commonwealth, membre de l'expédition de 3126 à l'intérieur du Vide, elle a été piégée dans une boucle temporelle pendant plus de 2000 ans. Libérée par le clone de Nigel Sheldon, elle a atterri sur Bienvenido et depuis elle entreprend le développement technologique de la planète en y installant progressivement la technologie du Commonwealth.
- Slvasta, est devenu premier Ministre de Bienvenido.
- Bethaneve, épouse de de Slvasta a été emprisonné pour sédition contre le gouvernement de Slvasta.
- Javier, Yannrith et Andricea, anciens militants révolutionnaires, supportant Slvasta
- Kysandra, ancienne amante du clone de Nigel Sheldon a été équipée d'implants biononiques, elle est l'amie de Laura,
- Fergus et Marek sont des ANAdroïdes au service de Kysandra.

### Personnages de Bienvenido, 250 ans après la Grande Transition
- Chaing, capitaine du RSP, régiment de la Sécurité Populaire de Portlynn, il se consacre à la chasse aux nids de Fallers. Il cache son héritage génétique avancé, qui ferait de lui un Élitiste persécuté par les instances gouvernementales.
- Jenifa, caporale du RSP, travaillant avec Chaing, est s'est infiltrée de le milieu de Portlynn pour débusquer les Fallers.
- Ry  Evine, major pilote du régiment des Astronautes, il va être envoyé en mission dans l'espace pour détruire un arbre de l'Anneau.
- Florian, jeune Élitiste, qui vit comme garde forestier dans un endroit retiré du massif des Sansones.
- Annala Em Yulei, major pilote, elle doit prendre la mission suivante de celle de Ry pour la destruction des arbres de l'Anneau
- Corilla, étudiante élitiste, informatrice de Chaing